# Аптека Лаче
Аптека Лаче — одна з найстаріших будівель Донецька (побудована в XIX столітті), одна з перших аптек міста.

## Будівля аптеки
Будівля розташована у Ворошиловському районі Донецька, будинок № 5 по вулиці Артема (колишня Перша лінія) на Передзаводській площі. Заклад функціонував як «аптека Новороссійскаго суспільства Кам'яновугільних копалень». Орендарем був бельгієць Іван Іванович Лаче, під ім'ям якого аптека відома в час сьогодення.
За радянських часів в будівлі розташовувалася друкарня № 1. До 2008 року будівля зберігалася практично в первозданному вигляді і була двоповерховою, але 2009 року надбудований третій поверх і будівля облицьована сучасними матеріалами.

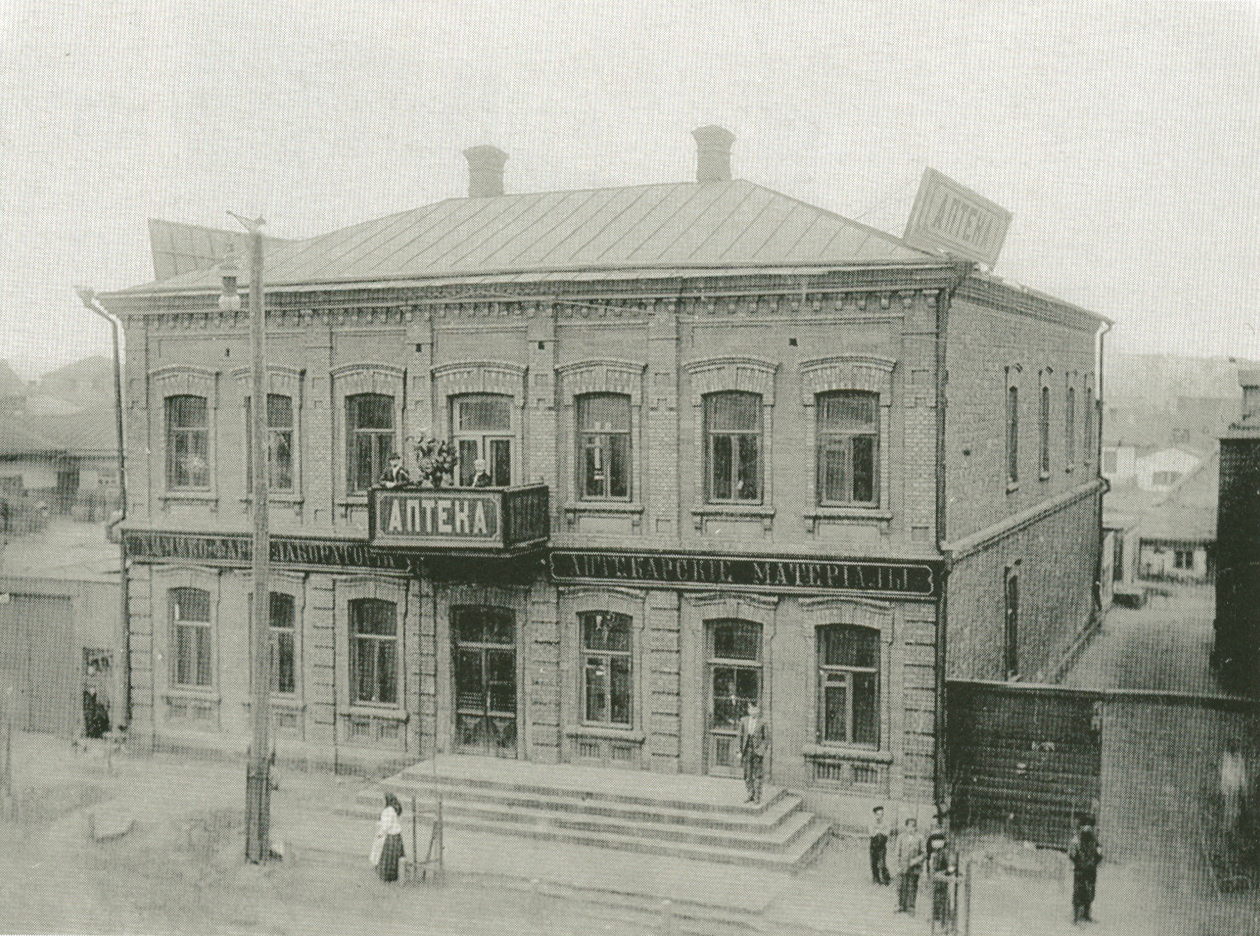
Аптека Лаче, фото 1901 р.
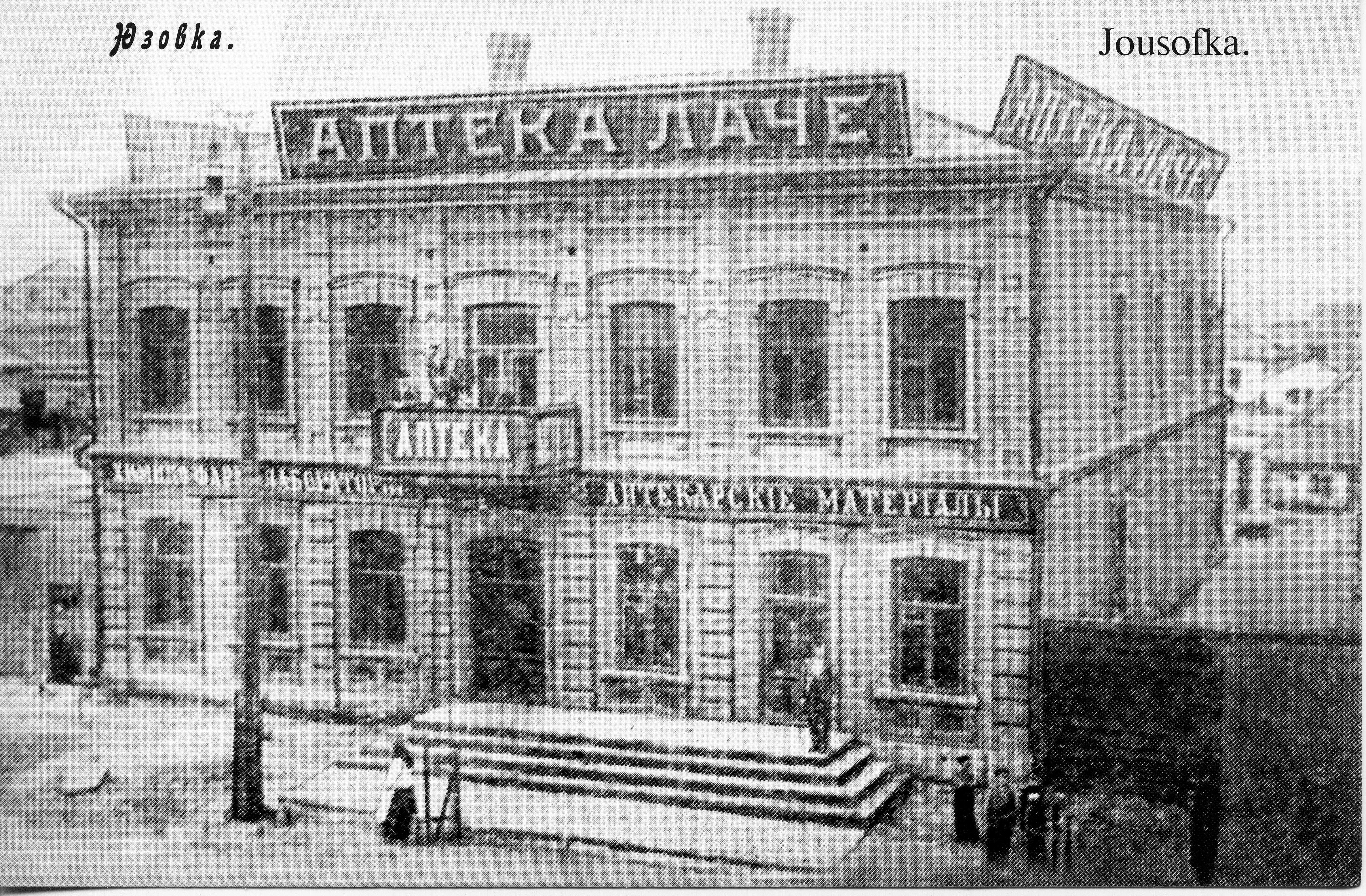
Аптека Лаче, листівка Юзівки, 1912 р.
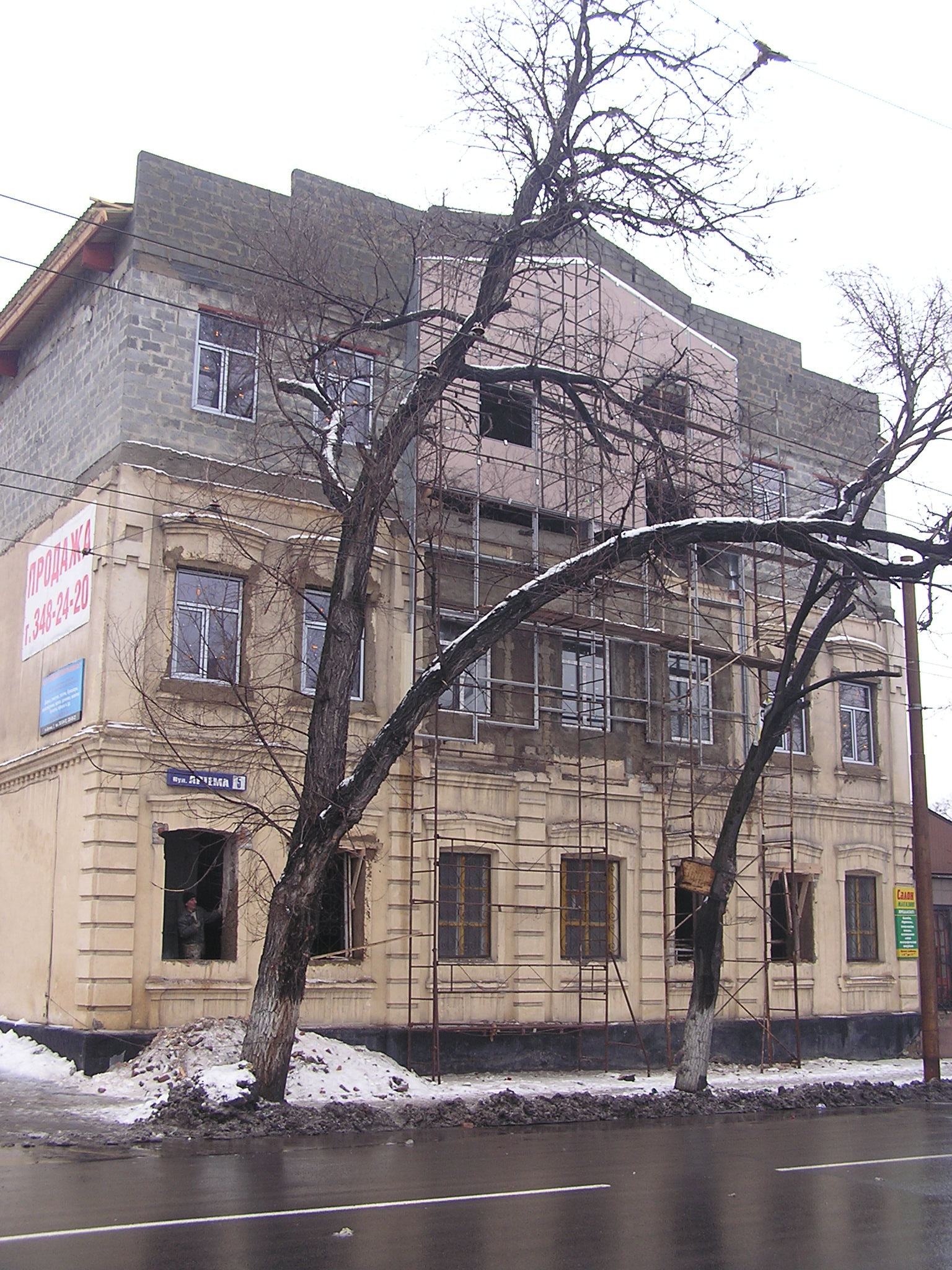
Будівля під час добудови поверху, 2009 р.

## Однойменна аптека-музей
2009 року інша аптека, розташована по вулиці Постишева, поблизу площі Леніна, взяла собі ім'я «аптека Лаче» і почала позиціонувати себе як аптека-музей. Музей являє собою кут в сучасній аптеці, в якому розташовані близько 200 експонатів. Всі експонати музею зібрані в Донецькій області відносяться до історії фармації в регіоні. Серед експонатів: аптечні дерев'яні шафи, штанглази, ваги, колби й інше фармацевтичне обладнання. Експозиція зібрана Максимом М'ясниковим спільно із Володимиром Сілко і Віктором Хоменко.